# Есхін (тиран)
Есхін (дав.-гр. Αισχινης) — тиран Сікіону у 565 — 510-ті роки до н.е.
Есхін Сікіонський — останній тиран Сікіону з династії Орфагоридів. Був нащадком тирана Клісфена, припускають що він був його онуком. У 510-тих роках до н.е. спартанські війська під керівництвом царя Анаксандрида II та ефора Хілона скинули тирана та запровадили олігархічне правління.